# Thora Einarsdottir
Thora Einarsdottir (Islandsk: Þóra Einarsdóttir; født 17. juni 1971) er en tidligere islandsk atlet, som under en tid boede i København og var medlem i Københavns IF. Hun er en af Islands gennem tiderne bedste kvindelige højdespringere. På Island var hun medlem af Ungmennasamband Eyjafjarðar (UMSE).

## Personlige rekorder
- 100 meter hæk: 15,70 (1990)
- Højdespring: 1,78 (1990)
- Trespring: 10,95 (1993)